# Liste der Bodendenkmäler in Fischen im Allgäu
Auf dieser Seite sind die Bodendenkmäler in der schwäbischen Gemeinde Fischen im Allgäu zusammengestellt. Diese Tabelle ist eine Teilliste der Liste der Bodendenkmäler in Bayern. Grundlage ist die Bayerische Denkmalliste, die auf Basis des Bayerischen Denkmalschutzgesetzes vom 1. Oktober 1973 erstmals erstellt wurde und seither durch das Bayerische Landesamt für Denkmalpflege geführt wird. Die folgenden Angaben ersetzen nicht die rechtsverbindliche Auskunft der Denkmalschutzbehörde.

## Bodendenkmäler in Fischen im Allgäu
| Lage                                    | Objekt | Akten-Nr.     | Bild           |
| --------------------------------------- | --- | ------------- | -------------- |
| Burgegg (Standort)                      | Burgstall Burgegg→Burgstall des Mittelalters. | D-7-8527-0012 | weitere Bilder |
| Fischen Hauptstraße 16 (Standort)       | Mittelalterliche und frühneuzeitliche Befunde im Bereich der katholischen Pfarrkirche St. Verena in Fischen im Allgäu und ihrer Vorgängerbauten samt Friedhof. | D-7-8527-0038 | weitere Bilder |
| Fischen Flur „Untere Weiden“ (Standort) | KZ-Außenlager Fischen→Außenlager des KZ Dachau (Fischen im Allgäu).                                                                                            | D-7-8527-0039 | weitere Bilder |